# Lupinine
La lupinine est un alcaloïde quinolizidinique présent dans les espèces du genre Lupin, plantes de la famille des Fabacées. Les graines de lupin, riches en protéines, ont une grande valeur nutritive, mais leur amertume, qui est due précisément à la présence d'alcaloïdes, les rend impropres à la consommation humaine ou animale. Aussi des efforts ont-ils été faits pour diminuer cette teneur en alcaloïdes et pour produire ainsi des variétés « douces ».
Depuis sa découverte en 1834 par Filippo Cassola,,, la lupinine, à l'état plus ou moins pur, a suscité une abondante publication, et de nombreuses études ont porté sur l'isolation et la synthèse de ce composé.
En 1881, la lupinine a reçu de Georg Baumert la formule C21H40N2O2, qui est restée généralement admise jusqu'en 1901 où les travaux de Richard Willstätter et Ernest Fourneau ont montré que sa composition devait être représentée par la formule plus simple C10H19NO,. Aux États-Unis, James Fitton Couch, travaillant à partir de plants de Lupinus palmeri récoltés dans l'Utah, a obtenu en 1934 des cristaux de lupinine pure sans recourir à la chromatographie. Parmi les multiples synthèses de la lupinine décrites dans la littérature scientifique, l'une des plus intéressantes aboutit aux quatre stéréoisomères du composé. Elle a été publiée en 2004 par Shengming Ma et Bukuo Ni, dans un article qui contient de nombreuses références aux travaux antérieurs.